# Batman of the Future
Batman of the Future (Originaltitel: Batman Beyond) ist eine US-amerikanische Zeichentrickserie aus den Jahren 1999 bis 2001. Sie ist in der Mitte des 21. Jahrhunderts angesiedelt. Bruce Wayne/Batman ist zu alt geworden und kann seiner nächtlichen Verbrechensbekämpfung nicht mehr nachgehen. An seine Stelle tritt der junge Terry McGinnis, der unter Anleitung von Bruce Wayne nun Gotham City beschützt. In 52 Folgen dieser Serie zu je 20 Minuten sowie der Folge Epilog der Serie Die Liga der Gerechten werden von der Warner Bros. Television die Abenteuer dieses neuen Batman präsentiert. Batman of the Future ist eine Nachfolgeserie der Batman-Zeichentrickserie.

## Handlung
Angesiedelt in der nahen Zukunft ist der junge Terry McGinnis in die Fußstapfen des mittlerweile gealterten Bruce Wayne getreten, um so Rache an den Mördern seines Vaters nehmen zu können und Waynes Erbe im Fledermaus-Kostüm anzutreten.
Die Folge „Epilog“ der Serie Die Liga der Gerechten ist eigentlich eine Batman-of-the-Future-Folge, welche den offiziellen Anfang und das Ende der Serie zeigt. Als Bruce, damals noch als Batman aktiv, älter wurde, beschloss Amanda Waller (eine ehemalige Gegnerin in der Serie Die Liga der Gerechten), einen Batman für die Zukunft zu erschaffen, um dessen Erbe und seine Symbolträchtigkeit zu erhalten. Sie besorgte sich die DNS des Originals und klonte diese in ihrem Laboratorium. Als Warren McGinnis eine scheinbare Grippeimpfung erhielt, gelangte Bruces DNS in seinen Körper und ersetzte sein genetisches Erbgut, und nach einiger Zeit kam sein Sohn Terry auf die Welt. Waller wollte die Entstehung des Batmans vollständig replizieren und durch einen Mordanschlag Terrys Eltern töten lassen. Der Attentäter war Bruce Waynes alte Liebe Andrea Beaumont, das Phantom. Andrea aber wusste, wie es Bruce nach der Ermordung seiner Eltern ging, und weigerte sich die Tat auszuführen, ein Entschluss, den Waller um Batmans Erbe willen hinnehmen musste.
Terry wurde im Alter von ungefähr 16 Jahren zusammen mit einigen seiner Freunde von den Jokerz (eine von mehreren vandalierenden Jugendbanden, die ihre Taten an denen des Jokers orientieren) angegriffen. Terry floh und geriet ungewollt nach Wayne Manor. Die Joker-Bande folgte ihm, und sie trafen auf den alten Bruce Wayne, dem echten Batman. Nach einem Kampf gegen die Jokerz bekam Bruce einen leichten Herzinfarkt und wurde von Terry in sein Haus gebracht. Als Terry dort in der Wanduhr, der Eingang zur Bathöhle, eine Fledermaus vorfand, erfuhr er ungewollt, wer der alte Mann war. Er wurde hinausgeworfen und fuhr nach Hause, doch dort erfuhr er, dass sein Vater ermordet wurde. Der Drahtzieher der Tat war Derek Powers, der frühere Geschäftspartner von Bruce, der in krumme Geschäfte verwickelt war und Terrys Vater töten ließ, da dieser Beweise gegen ihn hatte und ihn anzeigen wollte. Terry beschloss, das Kostüm des alten Batman zu stehlen, um Rache an den Mördern zu üben. Bruce war erst gegen das Training des Jungen, doch nachdem dieser sein Vertrauen gewonnen hatte, begann er Terrys Ausbildung zum neuen Batman.
Erst viele Jahre später erfährt Terry durch einen Zufall, dass Bruce in Wahrheit sein Vater ist. In seinem erwachten Ingrimm beschließt Terry, das Kostüm des Batman abzugeben, und besucht die ebenfalls ergraute Amanda Waller, wo er weitere Informationen über sich und Bruce erhält. Erst war er der Überzeugung, er sei lediglich Bruces Klon und auf dessen Geheiß erschaffen worden, doch als Amanda ein Abenteuer des echten Batmans erzählt und ihm ihre Gründe für die Erschaffung des neuen Batmans darlegt, wird ihm dies widerlegt und er akzeptiert schließlich Bruce als seinen Vater und seine Verantwortung als der neue Batman.
Die markanteste Änderung am Aussehen des neuen Batman ist wohl das Fehlen des bekannten Capes. Der neue Anzug (der mehr eine Rüstung als ein Kostüm ist) verfügt über ausklappbare Flügel unter den Armen, Jet-Stiefel, mit deren Hilfe es möglich ist zu fliegen, sowie mehrere futuristische Versionen der bekannten Bat-Gadgets. Um sich im nun auch vertikal bewegenden Verkehr des 21. Jahrhunderts bewegen zu können, verfügt Batman über ein neuartiges fliegendes Batmobil. Über Funk bekommt der noch unerfahrene Terry Informationen von seinem Mentor Bruce Wayne, für den er, um seine nächtlichen Aktivitäten zu decken, offiziell die Position des persönlichen Assistenten einnimmt.
Batmans Verbündete ist die ehemalige Frau hinter der Maske des Batgirls und jetzige Police Commissioner Barbara Gordon, die ihm trotz Vorbehalten Bruce Wayne gegenüber, immer wieder hilft. Auch die Schurkenwelt hat sich bedingt weiter entwickelt. Zwar bekommt es Batman mit neuen Widersachern wie Inque zu tun, jedoch begegnet er ebenfalls mehr oder weniger stark veränderten Versionen der alten Widersacher zu tun (z. B. die „Joker Gang“).

## Figuren

### Batman und dessen Familie, Freunde und Unterstützer
- Terry McGinnis/Batman: Terry hat als Batmans genetischer Sohn dessen Geschicklichkeit, Reflexe und Ausdauer geerbt. Er stand als Junge auch mal auf der anderen Seite des Gesetzes, und seine Rolle als Batman verhilft ihm zu neuem Selbstwertgefühl und bietet ihm eine Chance zur Buße für seine schweren Jahre.
- Bruce Wayne: Bruce hatte sich zwanzig Jahre vor Beginn der Serie als Batman zurückziehen müssen, als ihm sein hohes Alter und der instinktive Gebrauch einer Schusswaffe, um sein Leben zu retten, bei seinem letzten Fall zu schaffen gemacht hatten. Nachdem Terry die Identität Batmans angenommen hatte, heuert Wayne ihn offiziell als seinen Chauffeur und Botenjungen an und trainiert ihn als seinen Nachfolger, den er von der Batcave aus mit Ratschlägen und Hintergrundwissen unterstützt.
- Dana Tann: Terrys Freundin. Obwohl sie zuerst für lange Zeit nichts von Terrys Doppelleben wusste, erfährt sie als Erwachsene schließlich die Wahrheit. Oftmals gerät ihre Beziehung in Gefahr, weil Terry dank seiner neuen Berufung wenig Zeit für sie hat.
- Maxine „Max“ Gibson: Eine afroamerikanische Mitschülerin von Terry und Dana. Sehr intelligent und abenteuerlustig, aber mit erheblichen Familienproblemen. Durch eigene Recherchen und eine unangenehme Begegnung mit einem Delinquenten aus ihrer Schule findet sie Terrys Geheimidentität heraus und unterstützt ihn fortan – ob er und Bruce wollen oder nicht – bei seinen Abenteuern.
- Commissioner Barbara Gordon/Batgirl: Nachdem Barbara sich aus dem Superheldenleben als Batgirl zurückzog, hat sie die Nachfolge ihres Vaters bei der Polizei angetreten und den Staatsanwalt Samuel Young geheiratet. Obwohl sie aus bitterer Erfahrung heraus Terrys Doppelleben nicht gutheißt, unterstützt sie ihn, wo sie nur kann, in ihrer offiziellen Rolle.
- Ace: Eine dänische Dogge und früherer Kampfhund bei illegalen Tierkämpfen, der von Wayne gefunden und aufgenommen wurde. Obwohl er zunächst Terry gegenüber misstrauisch ist, freunden sich die beiden schließlich doch noch an.
- Mary McGinnis: Terrys Mutter ist Wissenschaftlerin bei der Firma Astro-Tech. Vor dem Tod ihres Mannes war sie bereits von ihm geschieden, und nach dessen Ermordung zieht Terry wieder bei ihr ein.
- Matt McGinnis: Terrys achtjähriger jüngerer Bruder lässt keine Gelegenheit aus, seinen Bruder immer wieder zu ärgern, obwohl die beiden sich eigentlich sehr gerne haben. Ironischerweise ist Matt ein großer Fan des neuen Batman, nicht ahnend, dass er sogar mit diesem zusammen lebt.
- Melanie Walker: War das jüngste Mitglied der Royal Flush Gang und verkörperte dort die Zehn. Sie verliebt sich in Terry, der diese Gefühle erwidert. Das bringt Melanie dazu, auf Distanz zu ihrer kriminellen Familie zu gehen. Sie wird aber immer in deren Machenschaften hineingezogen.

### Schurken
Neben Gastauftritten von einigen von Bruce Waynes alten Gegnern – Mister Freeze, Bane und Ra’s al Ghul – führt die Serie eine ganze Reihe von neuen Feinden bzw. deren Nachfolger auf:
- Derek Powers/Blight: Derek Powers war der frühere Geschäftspartner, später alleiniger Leiter von Wayne Industries, das nach einer Fusion nun unter dem Namen Wayne-Powers firmiert. Powers verstrickte sich jedoch in illegale Machenschaften. Nachdem er einer von ihm entwickelten biologischen Waffe ausgesetzt wurde, bewirkte eine radioaktive Strahlungsbehandlung seine Verwandlung in den Superschurken Blight (Englische für ‚Zerstörung‘, ‚Pesthauch‘ oder auch ‚Schandfleck‘). Sein Sohn Paxton Powers übernimmt später die Leitung der Firma.
- Inque: Eine freiberufliche Saboteurin, die durch eine Behandlung mit einem speziellen Mutagen zu einem Wesen aus lebender Tinte wurde. Sie hat eine Tochter namens Diana Clay.
- Walter Shreeve/Shriek: Walter Shreeve war ein Ingenieur bei Wayne-Powers auf dem Gebiet der Akustik. Seinen Schurkennamen Shriek (Englisch für ‚Gekreisch‘) verdankt er einem Spezialanzug, mit dem er Schallangriffe ausführen kann. Seitdem Batman ihm versehentlich den Anzug überlud und ihn dabei taub machte, sieht Shriek ihn als seinen persönlichen Todfeind an.
- Ira Billings/Spellbinder: Ira Billings war ehemals ein Jugendpsychologe an Terrys Schule. Spellbinder verwendet Hypnose und virtuelle Realitätstechnologie, zusätzlich zu seinen Kenntnissen der menschlichen Psyche, um seine Opfer zu kontrollieren.
- Kobra: Eine verbrecherische Organisation aus Schlangenkultisten, welche die Weltherrschaft anstreben.
- Jokerz: Der Sammelname für eine Anzahl verschiedener Jugendgangs, die nach dem Vorbild des Jokers Chaos und wenig geistreiche „Scherze“ in Gotham City verbreiten.
- Royal Flush Gang: Ein verbrecherisches „Familienunternehmen“[1], deren Namen sich nach den Karten in einem Royal Flush orientieren.
- Mad Stan: Ein bombenwütiger Anarchist, der danach trachtet, die seiner Meinung nach dekadente und korrupte moderne Gesellschaft zu zerstören.
- Stalker: Ein Großwildjäger, der nach einem missglückten Versuch, einen wilden schwarzen Panther zu erlegen, mit einer kybernetischen Wirbelsäule ausgestattet wurde. Da dieses Implantat ihn jedweder normaler Beute überlegen machte, versucht er sich nun an weit schwierigeren Zielen – wie dem neuen Batman.
- Dr. Able Cuvier: Ein krimineller Genetiker, der ein Verfahren zur Vermischung von menschlicher und tierischer DNS, „Splicing“ genannt, entwickelt hat. Obwohl Cuvier nur in einer Episode vorkommt, tritt das Splicing im Verlauf der Serie immer wieder als illegale Subkultur in Erscheinung.
- Charlie Bigelow/Big Time: Ein ehemaliger Freund Terrys, der für Terrys Zeit im Jugendgefängnis und seine unfreiwillige Besinnung verantwortlich ist. Durch ein Mutagen wird Charlie in ein Monster verwandelt und versucht, Terry als seinen Gefolgsmann in die Welt der Kriminalität zurückzubringen.

## Synchronisation
| Figur                       | (Englische) Originalsynchronstimme | Deutsche Synchronstimme |
| --------------------------- | ---------------------------------- | ----------------------- |
| Terry McGinnis/Batman       | Will Friedle                       | Christian Stark         |
| Bruce Wayne/alter Batman    | Kevin Conroy                       | Eberhard Haar           |
| Commissioner Barbara Gordon | Angie Harmon                       | Isabella Grothe         |

## Filme
Es gab bisher zwei Filme zur Serie:

### Batman of the Future – The Movie
Die ersten Folgen der Serie erschienen auch als Film, welcher als Pilotfilm der Serie gilt. Die Handlung ist inhaltlich gleich der ersten beiden Folgen der Serie.

### Batman of the Future – Der Joker kommt zurück
Batman of the Future – Der Joker kommt zurück ist ein direkt für den Video- und DVD-Markt produzierter Trickfilm aus dem Jahr 2000 und basiert auf der Zeichentrickserie Batman of the Future.

## Comics
Nach einer Miniserie, die sich an die Fernsehserie anlehnte, bekam auch „Batman Beyond“ eine eigene Comicserie bei DC-Comics, die sich an junge Leser richtete. In deutscher Sprache veröffentlichte der Dino Verlag im Jahr 2000 ausschließlich die erste Ausgabe, welche in drei verschiedenen Cover-Versionen erschien.

### Zukunft des DC-Universums
Batman Beyond gilt nicht nur im Trickfilm, sondern auch im DC-Universum als die Zukunft Batmans. In der Nummer 22 der Superman/Batman-Serie erscheint ein Batman in dem neuen „Beyond“-Kostüm. Im DC-Multiversum spielen diese Geschichten auf Erde-12.

## Serien-Universium:DC Animated Universe
Batman of the Future ist nicht nur die Fortsetzung von Batman sondern ist zeitgleich mit mehreren weiteren Zeichentrickserien von DC verknüpft, was frei als DC Animated Universe bezeichnet wird.
- Nach der Folge Zeta, die einen abtrünnigen Killerroboter namens „Zeta“ präsentierte, erhielt dieser seinen eigenen Serienableger in The Zeta Project.
- Die Doppelfolge Der Ruf des Bösen nimmt sowohl auf Die Liga der Gerechten sowie auf Superman Bezug.
- In der Folge Epilog von Die Liga der Gerechten werden die Ursprünge von Terrys Weg zu Batman geklärt.